# ベクトロン

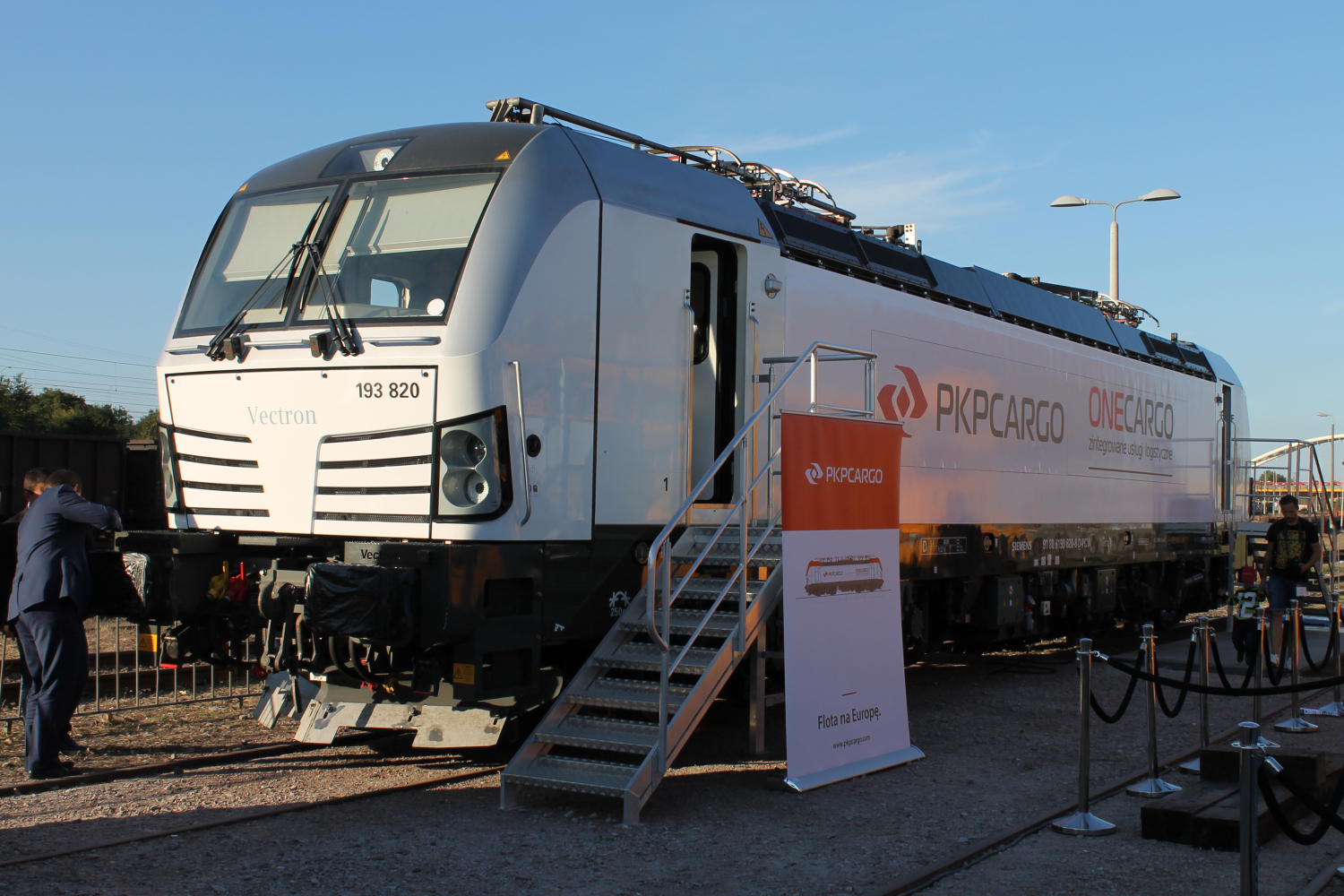
2015年のTrako 2015に出展されたVetcron MS

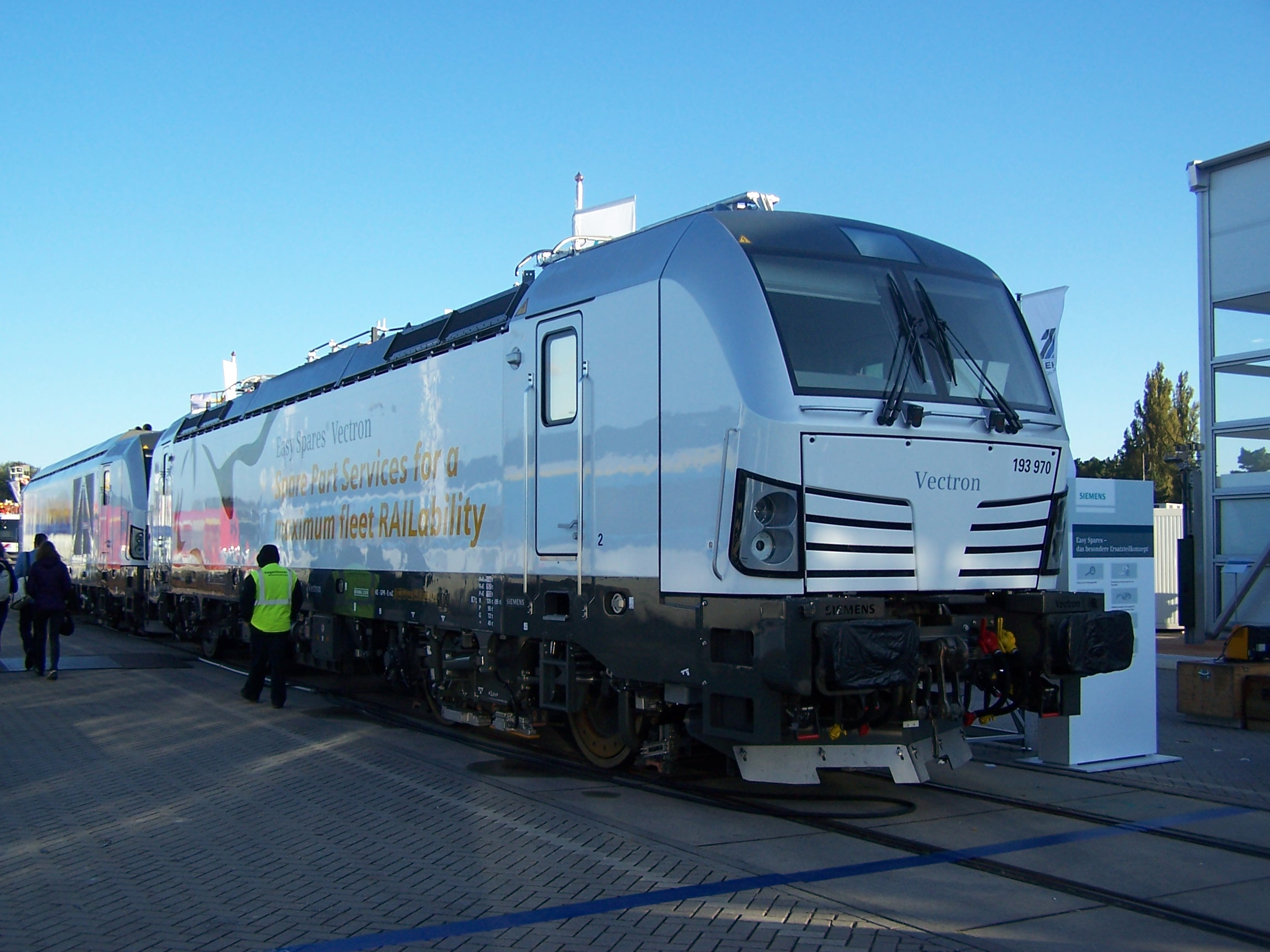
2014年のイノトランスに出展されたVetcron AC

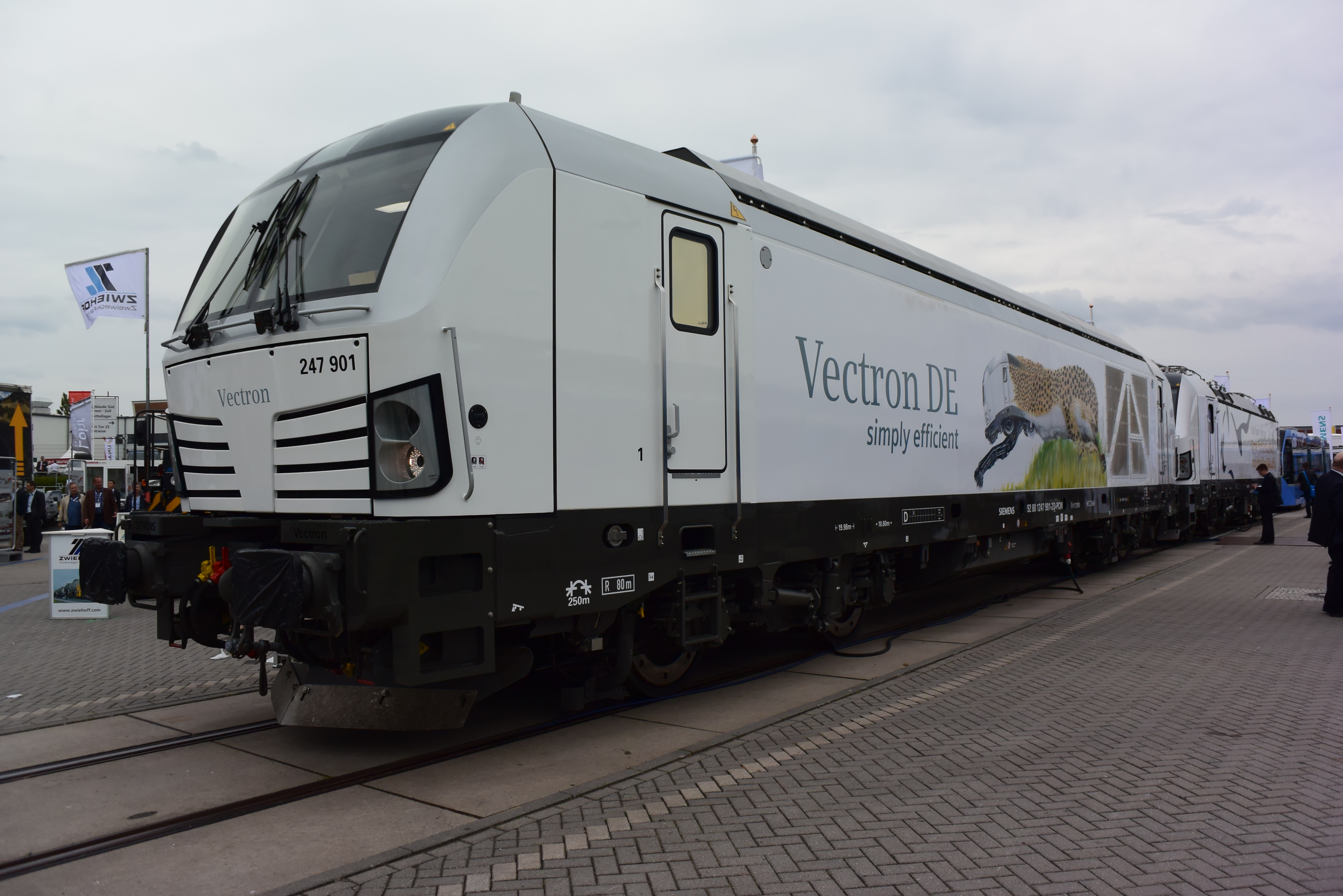
同じく2014年のイノトランスに出展されたVetcron DE

ベクトロン（Vectron）は、ドイツの総合電機メーカーであるシーメンスにより製造・販売されているセミオーダーメードの電気機関車・ディーゼル機関車である。2020年9月時点において、欧州20か国で1000両以上が発注されている同社の鉄道車両分野における代表的な製品の1つとなっている。

## 概要

### 開発に至る経緯
1990年代以降、欧州の電気機関車は、それまでの主流であった鉄道事業者のニーズに合わせて製造されるいわゆるオーダーメードのものから、プラットフォームの考え方を取り入れ、基本的な仕様を予めいくつか定めておいた上で用途や運行される路線の架線電圧や信号方式などを運行事業者に合わせて対応できるセミオーダーメードの電気機関車が主流となっている。これらの電気機関車は同じく1990年代以降にEU圏内を中心に進行した貨物列車運行のオープンアクセス化に伴い、従来からの鉄道事業者に加え、新規の貨物列車運行会社や機関車リース会社に広く導入されている。
このようなセミオーダーの機体は欧州の各鉄道車両メーカーで開発され、シーメンスではユーロスプリンターが、ボンバルディア・トランスポーテーションではTRAXX、アルストム・トランスポールのPrimaがそれぞれ製造・販売されており、同様なセミオーダーのディーゼル機関車としてTRAXXのほか、シーメンスのユーロランナーが製造・販売されている。これらの機体は1990-2000年代にいくつかの鉄道事業者向けに開発された機体をベースに各メーカーが標準型としてプラットフォーム化したものであり、もともとドイツ鉄道向けの汎用機（駆動装置の差により貨物用の185型と旅客用の146.1型に分かれるが基本的に同一の機体）として開発されていた機体をベースに発展したTRAXXは各鉄道事業者に広く採用されていた。これに対し、2000年代におけるユーロスプリンターの第2世代のラインナップは、もともとはドイツ鉄道向けの高出力貨物用機189型と、オーストリア国鉄向けの高出力高速旅客用機1016形および1116形として開発されていた機体をベースとしたものであり、前者を貨物用機、後者を汎用機としてシリーズ展開をしていた。しかしながら、これらの機体はいずれも高機能・高性能を狙った設計で汎用機としてはやや過剰装備であったこと、貨物用機は交直両用複電圧の4電源機のみの用意であったこと、189型以前にユーロスプリンターの交流専用機としてドイツ鉄道が発注した152型は曲線通過時の軌道への横圧が高かったためオーストリアやスイス国内への乗入れが出来ず、結局ドイツ国内専用機となってしまっていたことなどから、幅広いラインナップのTRAXXプラットフォームと比較して、ユーザーの選択肢が狭かったことなどから販売面ではTRAXXに水をあけられる結果となっていた。このため、2000年代半ばには衝突安全性の向上などを図ったユーロスプリンターの第3世代として、高出力汎用機であるベルギー国鉄の18形および19形のほかに中出力汎用機であるポルトガル国鉄の4700形が製造された際に、交流専用機、直流専用機などもラインナップに加わっている。

### Vetcronの開発
しかし、ユーロスプリンター第3世代の開発直後の2006年にシーメンスは電気機関車のシリーズを一新することを決定し、併せて従来ユーロランナーとして別プラットフォームで展開されていたディーゼル機関車も統合した新シリーズが本項で記述するVectronであり、2010年に試作機がロールアウトしている。なお、Vectronの名称はベクトルを表す"vektor"と電子を表す"elektron"を組み合わせた造語である。
Vectronシリーズ発足当初は電気機関車のラインアップとして
- Vectron MS：交直流複電圧（4電源：AC25 kV 50 Hz/AC15 kV 16.7 Hz/DC3000 V/DC1500 V）の高出力機（6400 kW）
- Vectron AC：交流複電圧（2電源：AC25 kV 50 Hz/AC15 kV 16.7 Hz）の高出力機（6400 kW）
- Vectron AC(Mediuｍ Power)：交流複電圧（2電源：AC25 kV 50 Hz/AC15 kV 16.7 Hz）の中出力機（5600 kW）
- Vectron DC：直流単電圧（DC3000 V）の中出力機（5200 kW）

の4機種が用意され、最高速度は160 km/hと200 km/h（交流複電圧の中出力機には設定されない）が標準で設定されており、ユーロスプリンターと比較すると大幅にラインナップが増やされているが、同プラットフォームでは貨物用機と汎用機とでは車体、台車、駆動装置が別個のものとなっていたのに対し、Vectronでは車体、台車はすべて共通となって電装品もモジュール化が進められたものとなって貨物用機と汎用機と区別もなくなっている。また、各国の信号保安装置にも対応できるほか、オプションで230 km/h対応の駆動装置や貨物駅構内など非電化区間での入換運転用のディーゼル発電機ユニット（交直流複電圧機は未対応）などが用意されている。その後2018年には姉妹シリーズとして、Vectron ACの中出力機をベースにドイツ国内での貨物輸送に特化した単一仕様としてコスト削減との納期圧縮を図ったSmartronがラインアップに加えられており、概要は以下の通りとなっている。
- Smartron：交流単電圧（AC15 kV 16.7 Hz）の中出力機（5600 kW）

一方、ディーゼル機関車は当初は以下の1種のみが用意されていた。
- Vectron DE：ディーゼル機関、機関出力2400 kW/動輪周上出力2200 kW

このDEは電気式ディーゼル機関車で、電気機関車とは前頭部などは同一であるが、車体、台車ともユーロランナーの流れを引いた専用品となっており、電気機関車と同一の車体を使用し、電気機関車からディーゼル機関車（もしくはその逆）への改造も可能するTRAXXの2Eシリーズ以降とは異なる設計思想となっている。さらに、2018年にはこのDEをベースとしたディーゼル/電気両用機関車としてVectron DMがラインアップに加えられており、以下の通り、非電化区間と電化区間を直通する列車の牽引を想定したG05と、電化区間での列車牽引および非電化の貨物駅構内での入換を想定したH01の2種が用意されている。
- Vectron DM (G05)：ディーゼル機関/交流単電圧（ディーゼル/AC15 kV 16.7 Hz）、出力2000 kW（ディーゼル）/2200 kW（電気）
- Vectron DM (H01)：ディーゼル機関/交流単電圧（ディーゼル/AC15 kV 16.7 Hz）、出力950 kW（ディーゼル）/2200 kW（電気）

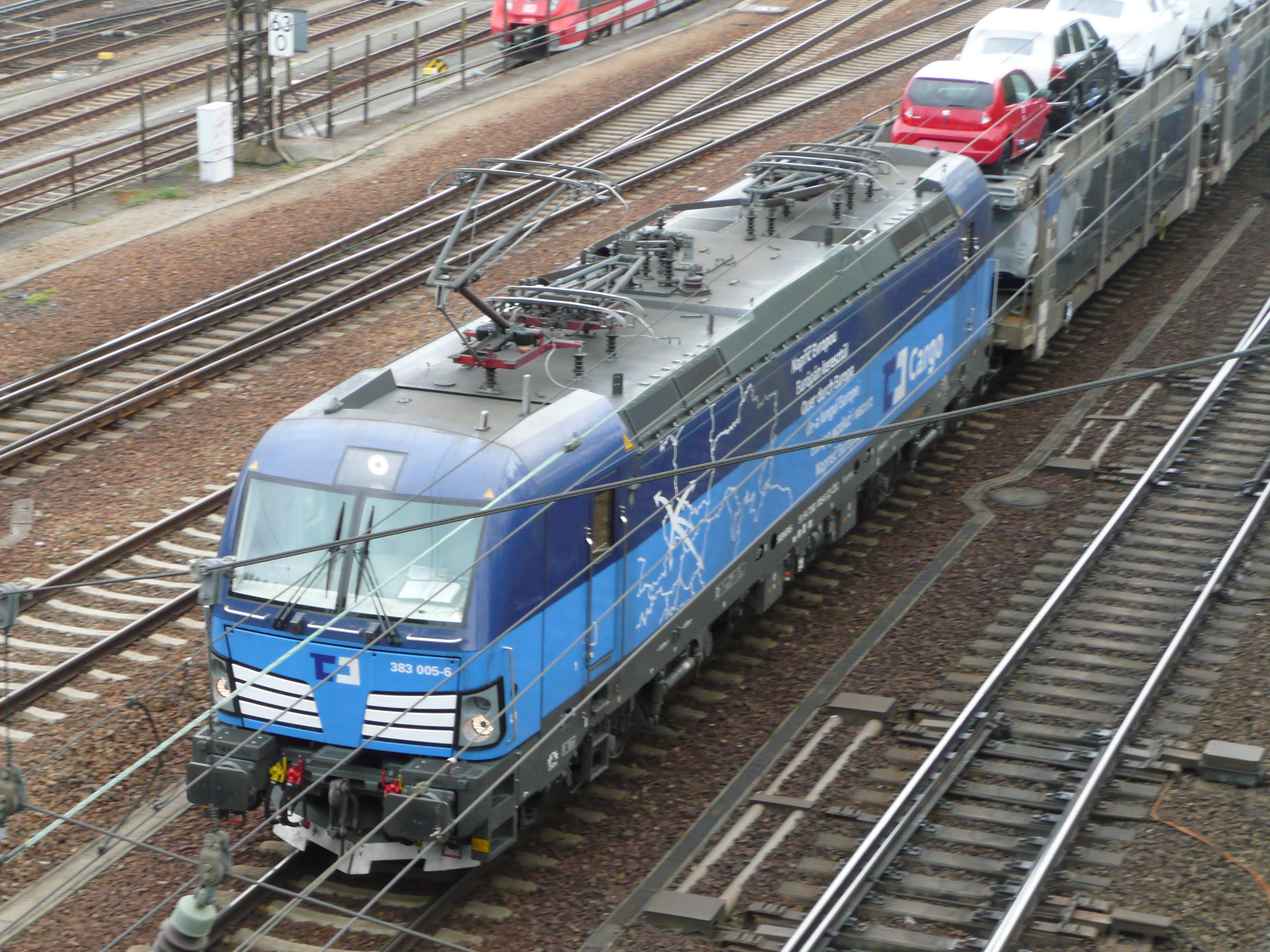
屋根上にパンタグラフが4基搭載されるVectron MS、チェコ国鉄の383形、ドレスデン駅、2017年
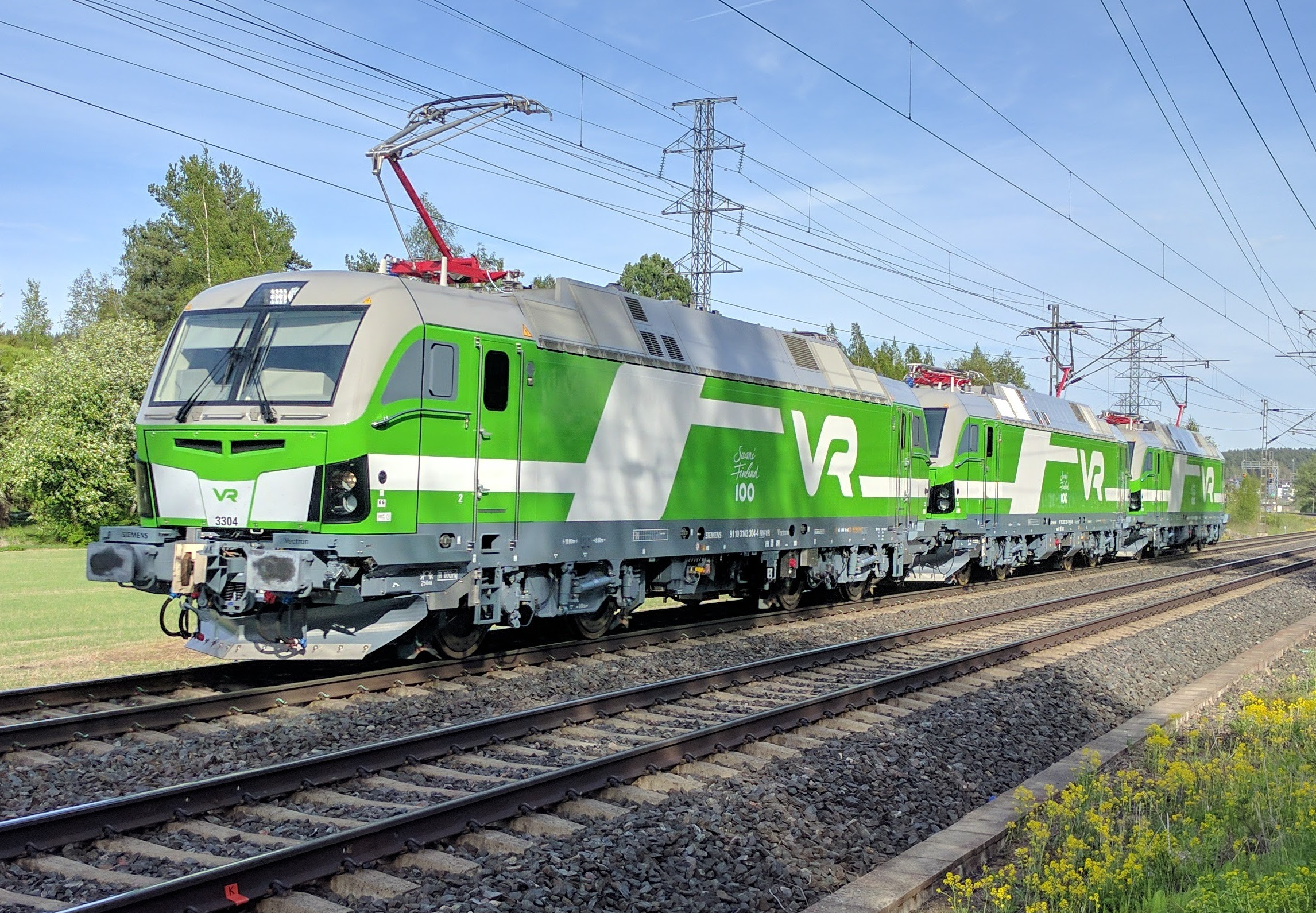
Vectron ACのうち、広軌・耐寒対応のフィンランド国鉄専用機であるSr3形、2017年
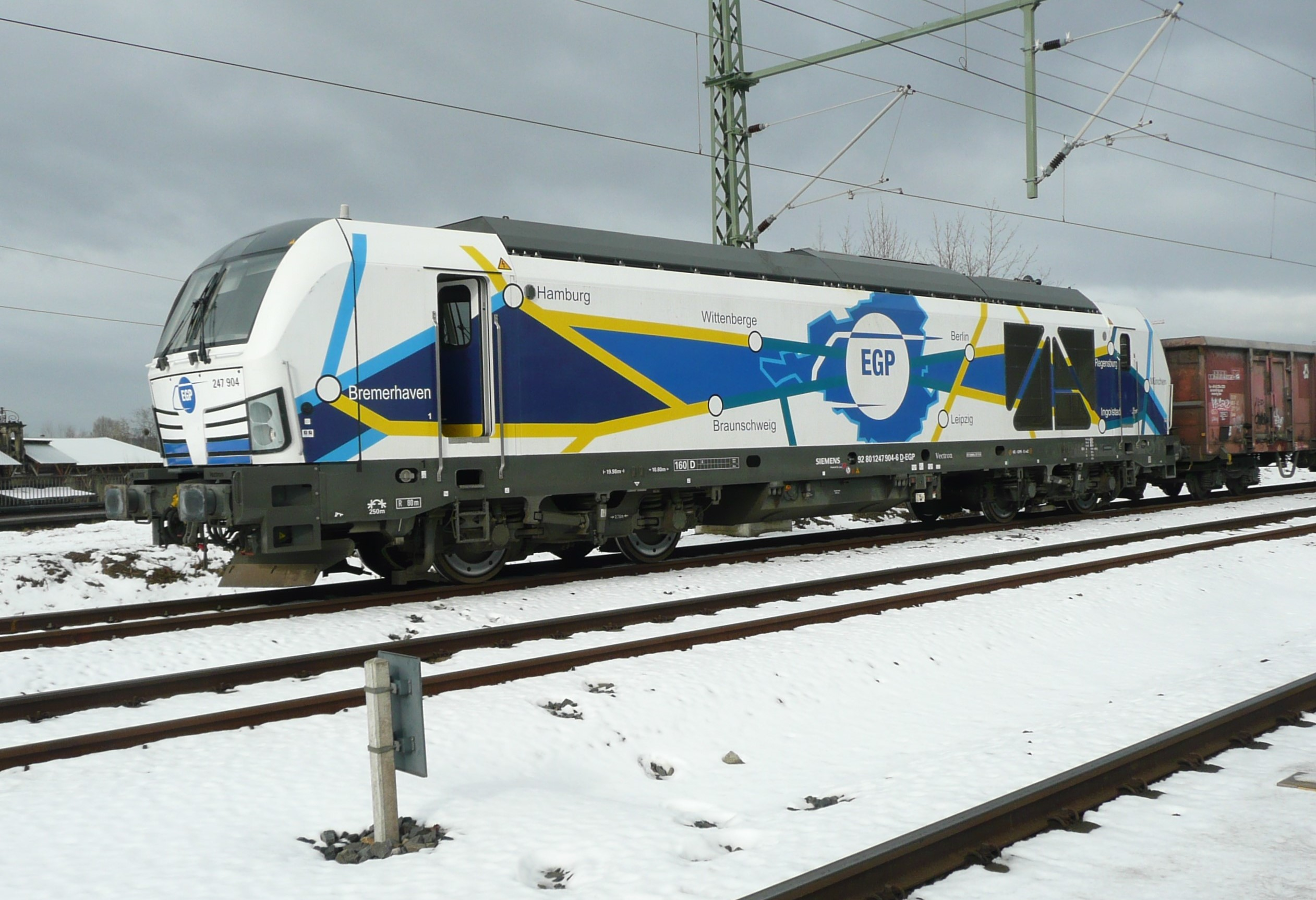
ディーゼル機関車のVectron DE、試作機が売却されたもの、ドレスデン・ノイシュタット、2021年
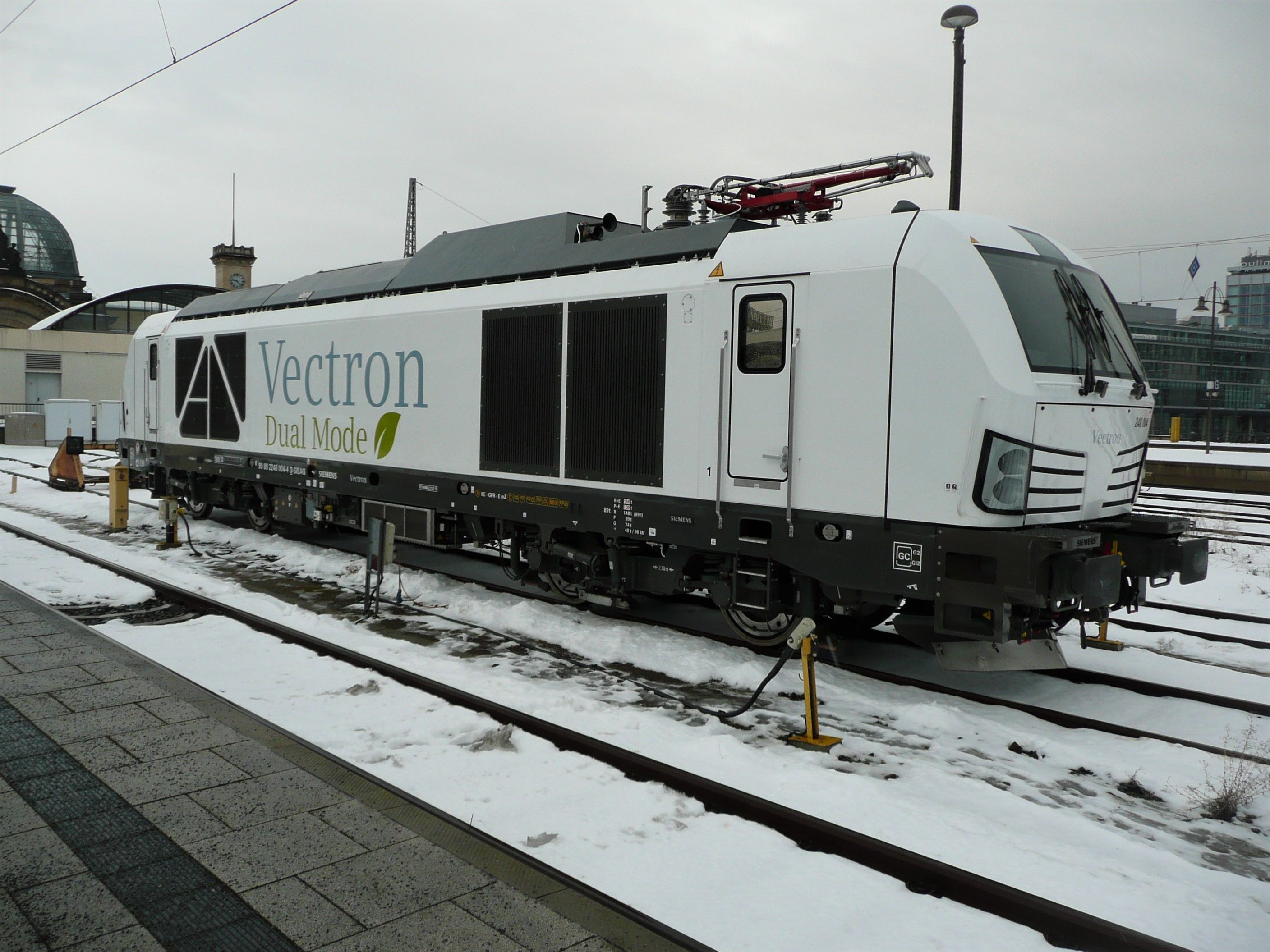
Vectron DEを電気/ディーゼル機関車としたVectron DMの試作機、ドレスデン駅、2021年
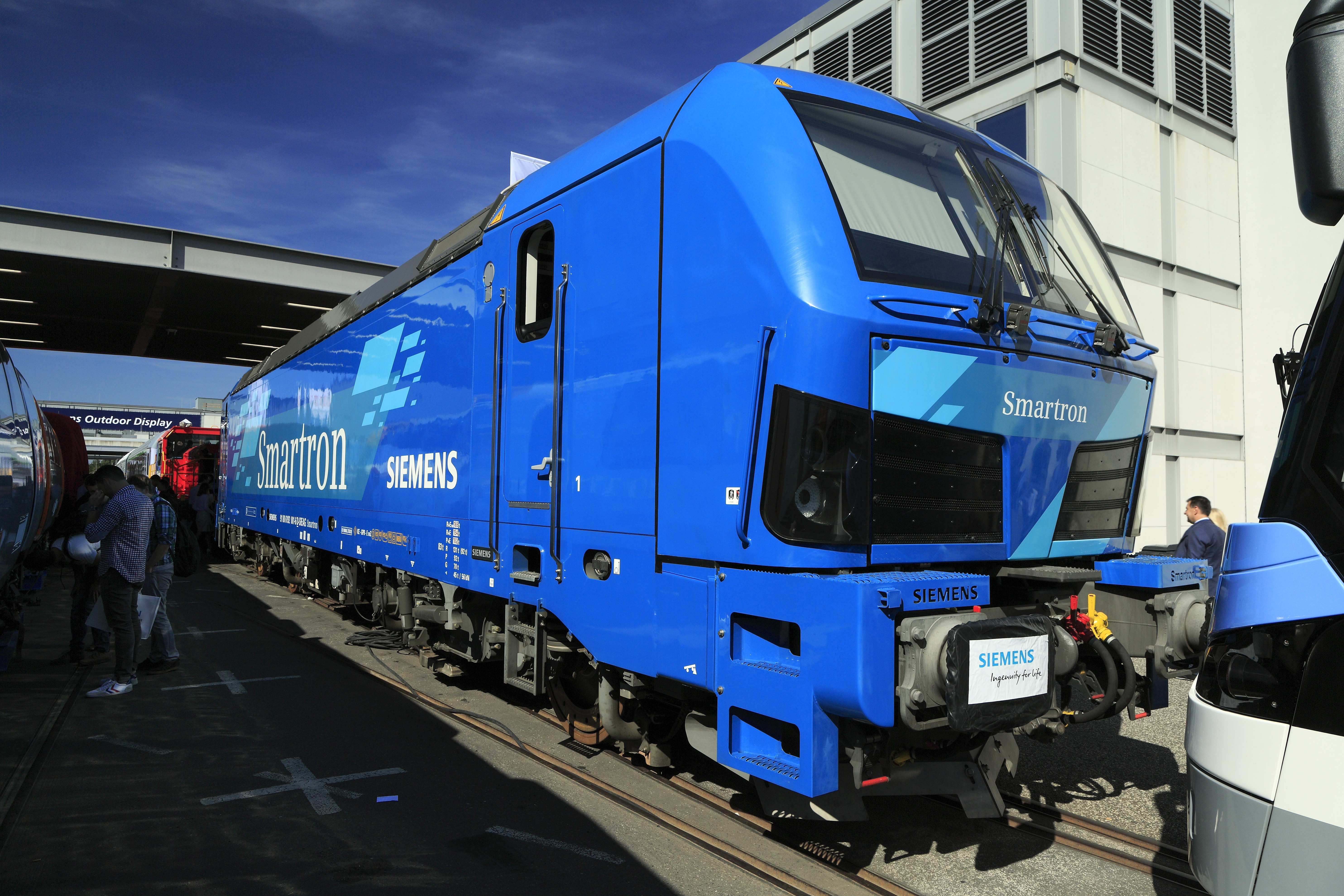
AC15 kV 16.7 Hzの国内専用バージョンであるSmartronの試作機、2018年

## 仕様

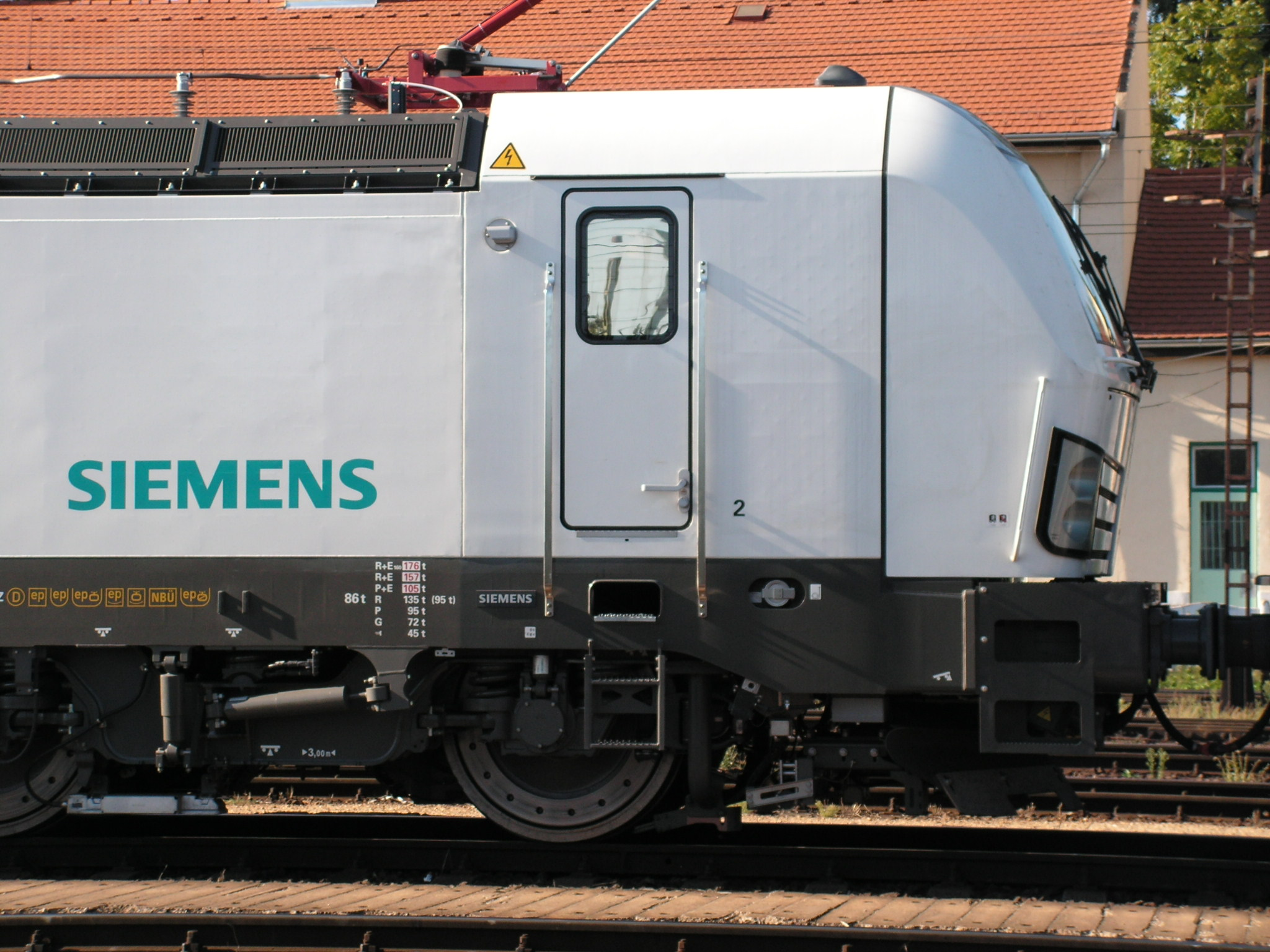
Vectronの車端部、先頭部はボルト結合

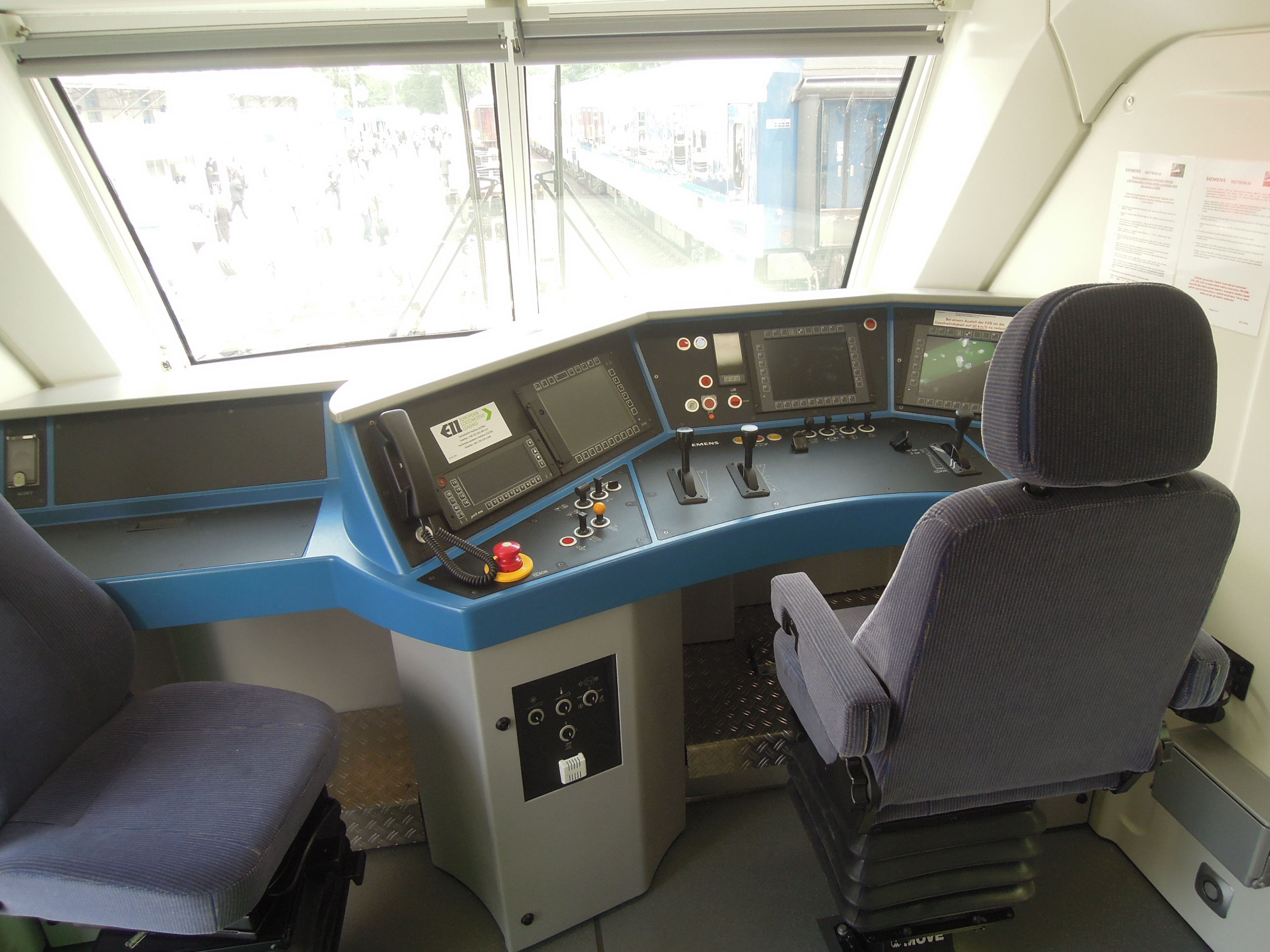
運転台、搭載機器により若干構成が変わる

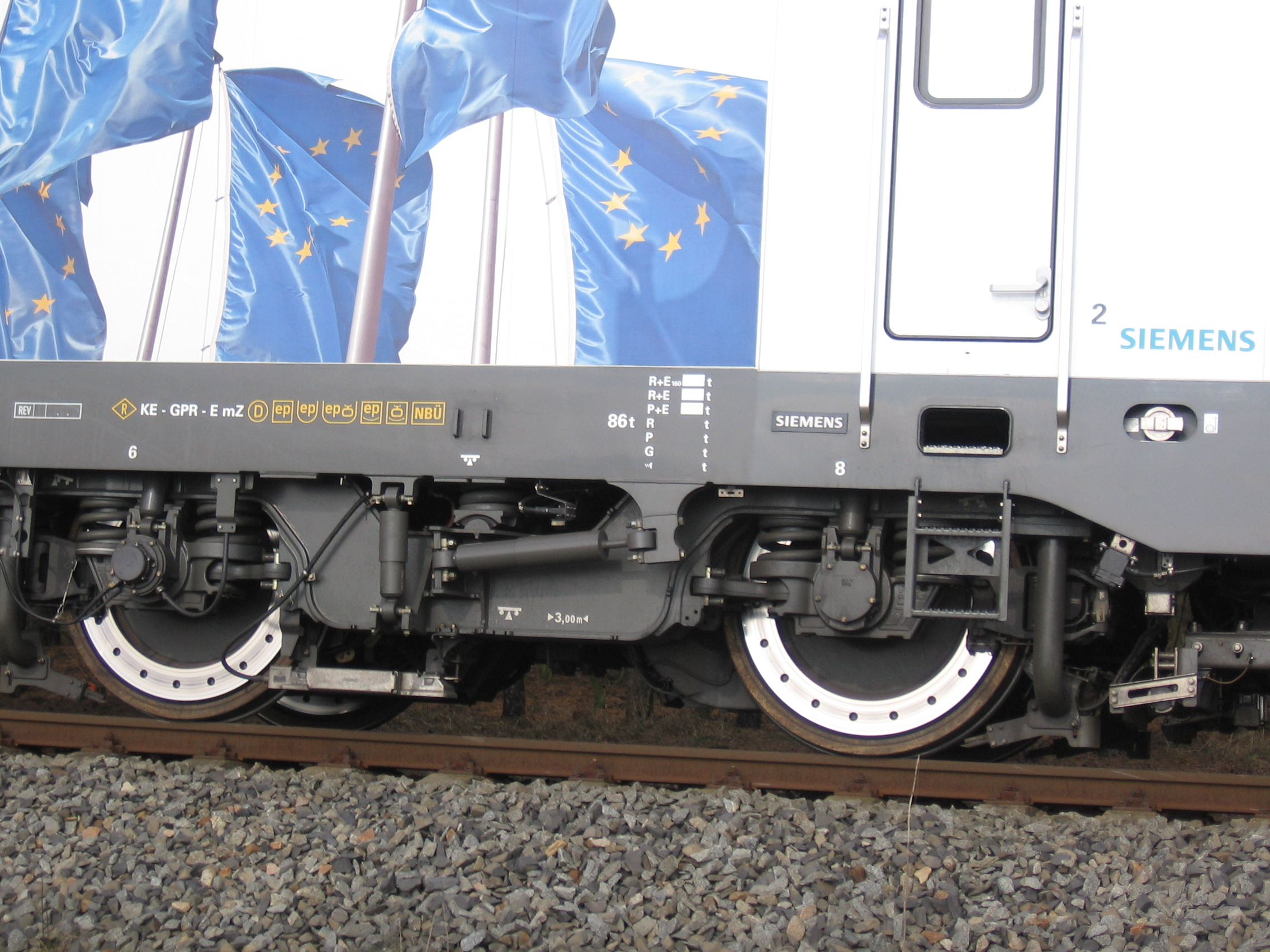
電気機関車の台車、各国の保安装置のアンテナ類を装備できる

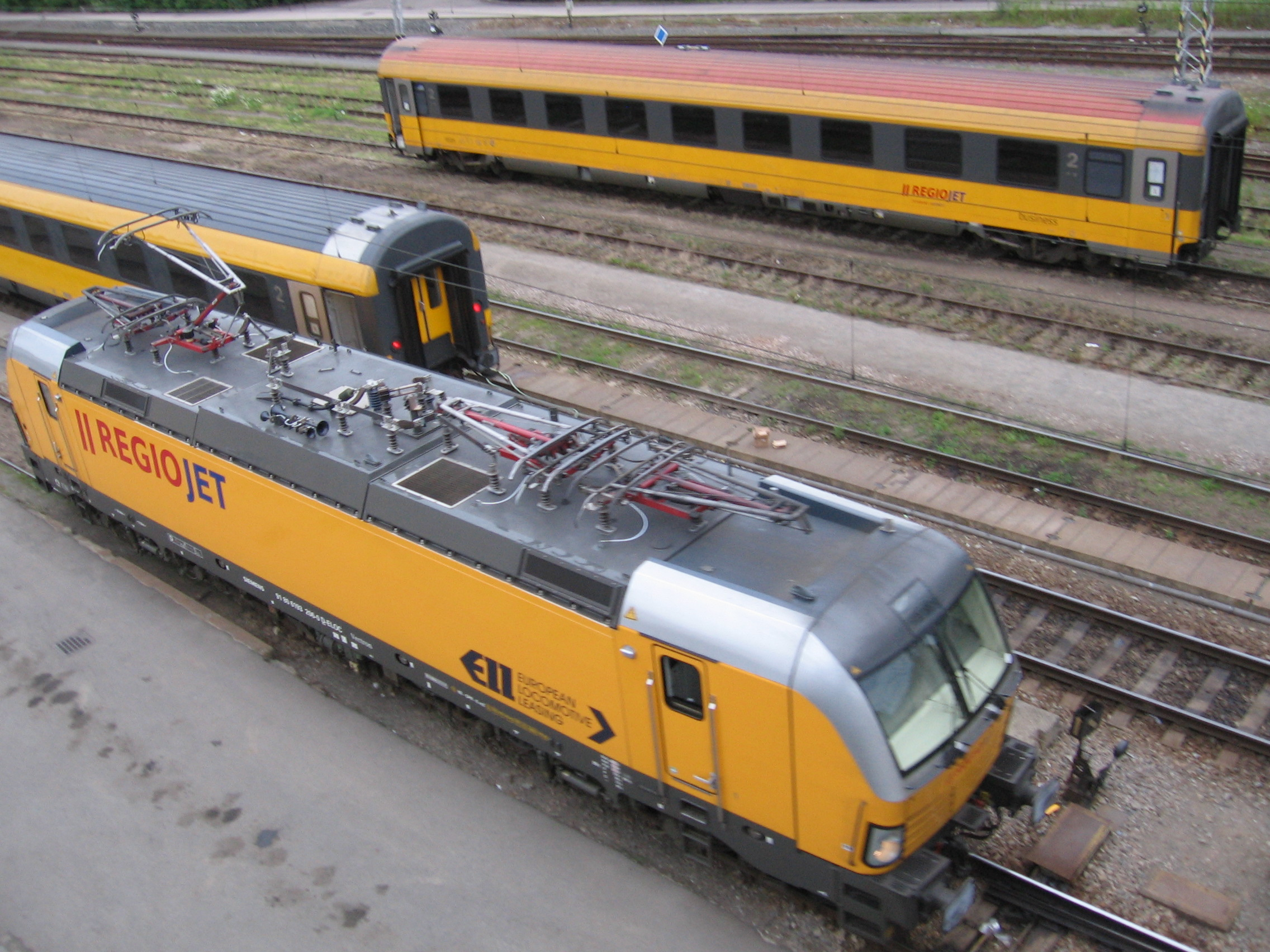
MSの屋根上、各国の車両限界や摺板の材質により集電装置を最大4種搭載（電気回路的には同一）できる

### 車体
- 車体は鋼製で、2008年版のTSI[* 6]およびDIN EN[* 7] 15227の新しい衝突安全基準や構体荷重基準のへの適合と事故後の修復期間の短縮を図った、ユーロスプリンターの第3世代やユーロランナーの第2世代で採用されたものをベースとしたものである。外観は先頭部の上下方向に後退角を付け、車体隅部と肩部を斜めにカットしたドイツ製電気機関車の流れを引く形態であるが、前頭部が丸みを帯びた形状となったことと、前面下部の灯具類を車体隅部に設置しているのが特徴である。また、ベースとなったユーロスプリンターの第3世代などからは前面下部の点検パネル部分が変更され、ひげ状にデザインされた機器冷却用の吸気口が設けられ、灯具のデザインも変更されているほか、この部分にオプションで正面行先表示器を設置することが可能となっている。正面窓は連続窓デザインの2枚窓で、その上部中央に丸型前照灯を、前面下部左右に丸型前照灯と標識灯のユニットを配置しており、側面は平滑で乗務員室扉のみが設けられて乗務員室窓が省略されていることが特徴となっており、後方監視が必要な場合はオプションの後方監視カメラを装備する。
- 台枠は左右の側梁、中梁、前後の端梁およびまくら梁と2組の筋交いで構成される鋼材を箱型に組んだもので、台車もその中にはまり込む形で装備されるため、1676 mm軌間用の幅広の台車にも対応できるよう設計されている。車体端部や前後の連結器の緩衝器基部は衝撃吸収構造となっており、軽度の衝撃では緩衝器基部が衝撃を吸収するため、この部分のみの交換で修復が可能であり、重度の衝撃の場合には運転室部分も変形するが、乗務員の生存空間は確保できるよう設計されているほか、運転室部は一体で車体とボルトで固定される工法として、修復を容易なものとしている。前後の連結器はねじ式連結器で角型の緩衝器が左右、フック・リングが中央にあるタイプを基本として、オプションで自動連結器にも対応できるほか、電気連結器及び空気ブレーキ用連結ホースが設置され、先頭部下部には大型のスノープラウが設置されている。
- 機器室は電気機関車は中央通路で、中央部に主変換装置が、前後部に補機類や発電ブレーキ抵抗器[* 8]、主電動機や主変圧器冷却用送風機、ブレーキ関連機器、信号保安装置などが搭載され、主変圧器[* 9]や蓄電池が床下に搭載されている。ディーゼル機関車およびディーゼル/電気機関車は機器室は両側通路となっており、中央やや前部寄りに主機と主発電機が搭載され、その前部がラジエターおよび発電ブレーキ抵抗器室、後部が機器室で主変換器や補機類、ブレーキ装置などが搭載されており、床下には容量4klの燃料タンクや補機類が設置されている。
- 電気機関車の屋根は3分割で取外が可能となっており、前後部分は肩部および上部に主電動機や主変圧器などの冷却気取入口のルーバーが並び、上部にはシングルアーム式のパンタグラフがMSは前後2基ずつ計4基、DCとACは1基ずつ計2基設置され、中央部には高圧引通線などが設置されている。ディーゼル機関車およびディーゼル/電気機関車の屋根も3分割となっており、中央部が主機室屋根、前部が主機用ラジエター吸気口部を設置した冷却室屋根、後部が機器室屋根となっている。
- 運転室は右側運転台で、デスクタイプの運転台には2ハンドル式のマスターコントローラーが設置され、計器類はほぼ全面的に液晶モニタ化されているもので、前面の計器盤のモニタ等の数および計器盤の高さの異なる2種が用意されている。モニタはETCS[* 10]およびGSM-R[* 11]からなるERTMS[* 12]に対応した統合表示装置とされているほか、各国の信号保安装置やオプションの後方確認用カメラのモニタも兼用している。

### 走行機器
- 制御方式は主変換装置にIGBTを使用したコンバータ・インバータ式で、電源方式はAC15 kV16 2/3Hz、AC25 kV50 Hz、DC3000 VとDC1500 Vもしくはディーゼル発電、1台の主変換装置で台車毎の2台の主電動機を駆動し、インバータ部は主電動機毎に制御する方式となっている。装置は一体化されたユニットとして車体中央部に設置され、冷却方式は主変換装置のIGBTが水冷式、主変圧器が油冷式で冷媒冷却用のポンプとクーラーを装備しており、冷却風は屋根上の吸気口から吸入する。なお、AC(Mediuｍ Power)では主変換装置や主変圧器は出力に合わせた小型のものを搭載している。
- 主変圧器はアルミ筐体で出力は主変換装置用と暖房用、補機駆動用および蓄電池充電装置となっている。また、主変換装置はIGBTを使用した変換ユニットをコンバータ部2台、インバータ部は主電動機毎に3台ずつ計6台使用し、これを2組搭載している。
- ディーゼル機関車およびディーゼル/電気機関車のG05は主機としてドイツのMTU[* 13]製のV型16気筒、排気量76.3lの16V 4000 R84を1基機械室内に搭載している。このディーゼルエンジンはボア/ストローク170/210 mmとなっている。
- なお、ACとDCはオプションで車体内に定格出力230 kWの小型のディーゼル発電ユニット[* 14]を搭載し、発電した電力をインバータに供給することで入換用の電気式ディーゼル機関車として使用することができるようになっている。これはTRAXXの最新シリーズであるAC3 LM[* 15]でも用意されているもので、貨物駅構内の非電化区間での入換用ディーゼル機関車の使用を省略することで運用の効率化を図ることができるほか、貨物列車運行会社が貨物駅を管理するインフラ所有会社や各国国鉄等へ支払う入換作業費用を削減することも可能となっている。
- ブレーキ装置は電気ブレーキとして主変換装置による回生ブレーキを主として、直流電源時には発電ブレーキを併用する方式とし、その他に空気ブレーキを装備する。MSとDCでは強制風冷式の発電ブレーキ用抵抗器が車体内に搭載され、冷却器は屋根上から採り入れられる。電動空気圧縮機は容量2.4 kl/minでオプションとしてオイルレス式のものとすることも可能となっており、空気ブレーキ装置のラックや圧縮空気タンクとともに車体内に搭載されている。
- 主電動機はかご形三相誘導電動機 4基を台車枠に装荷し、最大牽引力300 kNの性能を発揮する。冷却は車体内に主電動機1基当たり1基搭載される冷却ファンによる強制通風式で、冷却風は屋根肩部の吸気口から吸入する。
- 台車については、ユーロスプリンターでは高速旅客用機用に設計された主電動機、駆動装置とも台車装荷の230 km/h対応のものが汎用機に、貨物用機用に設計された吊掛装荷の140 km/h対応のものが貨物用機にそれぞれ採用されていたが、Vectronでは電気機関車の台車はユーロランナー第2世代のものをベースとした1種に統一され、ディーゼル機関車およびディーゼル/電気機関車のものもユーロランナー第2世代と同一のものとなっている。電気機関車のものは、軸距3000 mm、車輪径1250 mm[* 16]、ディーゼル機関車およびディーゼル/電気機関車のものは同じく2700 mm、1100 mm[* 17]のボルスタレス式台車で、牽引力伝達は台車中央の牽引装置と車体側のボルスタ間での伝達、枕バネ、軸バネともにコイルバネで軸箱支持方式はリンク式としており、基礎ブレーキ装置はディスクブレーキで、動輪にブレーキディスクを組み込んだキャリパーブレーキ方式のものを装備する。また、電気機関車の台車は基本構造は同一のまま最高速度は160 km/hもしくは200 km/hを選択可能で、運用開始後も改造によって相互に変更が可能なものとなっているほか、オプションでADDと呼ばれるアクティブダンパを台車と車体の間の回転方向に装備することによって、曲線通過時のレールへの横圧を低減して牽引力を向上させるとともに、タイヤやレールの摩耗の低減を図ることができる。
- 駆動装置は、ユーロスプリンターでは汎用機が動軸と動軸と同心の中空軸間のリンクによって動力を伝達するリンク式、貨物用機がノーズサスペンド式の吊掛式であったが、Vectronでは台車に装荷された主電動機から中空軸ピニオン駆動式[* 18]の一段減速式の駆動装置で動輪に伝達される方式となっている。この方式はユーロランナー第2世代で採用されていたもので、TD平行カルダン駆動方式と類似のものとなっており、TD継手の代わりに、中空軸の小歯車内を通過する中実軸の両端にたわみ板を設けた構造の継手と小歯車を一体としたものを用いた方式である。主電動機出力軸からの駆動力はたわみ板を介して中実軸に伝わって中空軸の小歯車内を通過してその反対端のもう1枚のたわみ板を介して小歯車に伝達され、小歯車軸の中心と主電動機出力軸の中心の変位を2枚のたわみ板で吸収する。この方式はリンク式と異なり、歯車箱などの駆動装置が吊掛式に装荷されてその重量の一部がばね下重量となるものの、主電動機も含めた吊掛け式と比較してばね下重量を約70 %[* 19]に低減でき、構造はリンク式と比較して大幅に簡略化されることが特徴となっており、コストを抑えたまま貨物用機と汎用機を共通化している[* 20][* 21]。なお、電気機関車はオプションで台車枠を変更せずにリンク式駆動装置を装備することも可能であり、この場合最高速度を230 km/hとすることや、軌道への負荷を抑えつつ高速運転をすることが可能となる。
- 集電装置はシングルアーム式のものをMSは4基、その他の電気機関車は2基搭載している。電気的にはどの集電装置も同一であるが、各国の仕様により摺板の材質（カーボンもしくは合金）や舟体の長さ（最大幅1950 mmもしくは1450 mm[* 22]）や2本の舟体の間隔などが異なるため、走行区間に応じて4種（MS）もしくは2種（その他の電気機関車）までを選択することができる。なお、ユーロスプリンターでは一部の交流用高圧機器を屋根上に搭載していたが、Vectronでは車体内の交流高圧機器室に納めている。補助電源装置はインバータ・コンバータ式で、直流区間ではインバータで交流化された電源を使用し、主電動機送風機と制御装置送風機2台ずつ、スクリュー式電動空気圧縮機1台、運転室用空調装置2台、ブレーキ抵抗器冷却用送風機、その他電動送風機と冷媒循環ポンプを駆動する。
- 自動列車制御装置や列車無線装置などの信号保安装置は車体内の機器ラックに欧州共通規格であるERTMSをはじめとしてとして、モジュール化された各国用のものが搭載され、運用開始後の追加や変更も容易に可能なものとなっており、台車は対応する各種アンテナが装備できるよう考慮されている。また、重連総括制御装置としてZMSおよびZDSを搭載しており、ユーロスプリンター、ユーロランナーや同装置を搭載する各種機体とも重連総括制御が可能であるほか、制御客車からの遠隔制御装置としてZWSを搭載するほか、同様の各種装置も搭載可能となっている。また、貨物列車専用のVectron DMを除き、客車への暖房や補機駆動用の電力供給も、交直流の別や電圧、周波数など各国の仕様に対応が可能である。

### 主要諸元
| 項目                    | 項目                   | MS (高出力) | AC (高出力) | AC (中出力) /Smartron                                                                                           | DC (中出力) | DE | DM (G05) | DM (H01) |
| ----------------------- | ---------------------- | --- | --- | --- | --- | --- | --- | --- |
| 軌間                    | 軌間                   | 1435-1676 mm | 1435-1676 mm | 1435-1676 mm | 1435-1676 mm | 1435-1676 mm | 1435-1676 mm | 1435-1676 mm |
| 電化方式                | 電化方式               | AC15 kV 16.7 Hz/AC25V 50 Hz/DC1500 V/DC3000 V                                                                   | AC15 kV 16.7 Hz/AC25V 50 Hz                                                                                     | AC15 kV 16.7 Hz/AC25V 50 Hz                                                                                     | DC3000 V | ディーゼル発電                                                                                                  | AC15 kV 16.7 Hz/ディーゼル発電                                                                                  | AC15 kV 16.7 Hz/ディーゼル発電                                                                                  |
| 車軸配置                | 車軸配置               | Bo'Bo' | Bo'Bo' | Bo'Bo' | Bo'Bo' | Bo'Bo' | Bo'Bo' | Bo'Bo' |
| 全長                    | 全長                   | 18980 mm | 18980 mm | 18980 mm | 18980 mm | 19980 mm | 19980 mm | 20500 mm |
| 全幅                    | 全幅                   | 3030 mm | 3030 mm | 3030 mm | 3030 mm | 3030 mm | 3030 mm | 3030 mm |
| 車体幅                  | 車体幅                 | 3010 mm | 3010 mm | 3010 mm | 3010 mm | 3020 mm | 3020 mm | 3020 mm |
| 屋根高                  | 屋根高                 | 3850 mm | 3850 mm | 3850 mm | 3850 mm | 4220 mm | 4220 mm | 4220 mm |
| 集電装置折畳高          | 集電装置折畳高         | 4270 mm | 4270 mm | 4270 mm | 4270 mm | - | 不明 | 不明 |
| 固定軸距                | 固定軸距               | 3000 mm | 3000 mm | 3000 mm | 3000 mm | 2700 mm | 2700 mm | 2700 mm |
| 台車中心間距離          | 台車中心間距離         | 9500 mm | 9500 mm | 9500 mm | 9500 mm | 9500 mm | 9500 mm | 9500 mm |
| 動輪径                  | 動輪径                 | 1250 mm新品時、最少1160 mm                                                                                      | 1250 mm新品時、最少1160 mm                                                                                      | 1250 mm新品時、最少1160 mm                                                                                      | 1250 mm新品時、最少1160 mm                                                                                      | 1100 mm新品時、最少1020 mm                                                                                      | 1100 mm新品時、最少1020 mm                                                                                      | 1100 mm新品時、最少1020 mm                                                                                      |
| 自重                    | 自重                   | 87 t | 85 t | 82 t | 80 t | 82-88 t | 90 t | 84 t |
| 走行装置                | 主制御装置             | IGBT使用のVVVFインバータ制御                                                                                    | IGBT使用のVVVFインバータ制御                                                                                    | IGBT使用のVVVFインバータ制御                                                                                    | IGBT使用のVVVFインバータ制御                                                                                    | IGBT使用のVVVFインバータ制御                                                                                    | IGBT使用のVVVFインバータ制御                                                                                    | IGBT使用のVVVFインバータ制御                                                                                    |
| 走行装置                | 主電動機               | かご形三相誘導電動機 × 4台                                                                                      | かご形三相誘導電動機 × 4台                                                                                      | かご形三相誘導電動機 × 4台                                                                                      | かご形三相誘導電動機 × 4台                                                                                      | かご形三相誘導電動機 × 4台                                                                                      | かご形三相誘導電動機 × 4台                                                                                      | かご形三相誘導電動機 × 4台                                                                                      |
| 走行装置                | 主電動機               | 1TB2723-0GA02                                                                                                   | 1TB2723-0GB02                                                                                                   | 1TB2723-0GB02                                                                                                   | 1TB2723-0GB02                                                                                                   | 1TB2421-0GC02                                                                                                   | 1TB2421-0GC02                                                                                                   | 1TB2421-0GC02                                                                                                   |
| 走行装置                | 主電動機               | 定格出力1630 kW                                                                                                 | 定格出力1630 kW                                                                                                 | 定格出力1630 kW                                                                                                 | 定格出力1630 kW                                                                                                 | 定格出力540 kW                                                                                                  | 定格出力540 kW                                                                                                  | 定格出力540 kW                                                                                                  |
| 走行装置                | 主機                   | - | - | - | - | MTU 16V 4000 R84                                                                                                | MTU 16V 4000 R84                                                                                                | 型式不明 |
| 走行装置                | 主機                   | - | - | - | - | 定格出力2400 kW × 1基                                                                                           | 定格出力2400 kW × 1基                                                                                           | 定格出力1120 kW × 1基                                                                                           |
| 走行装置                | 駆動装置               | 中空軸ピニオン駆動式（主電動機：台車装荷、駆動装置：吊掛式装荷）                                                | 中空軸ピニオン駆動式（主電動機：台車装荷、駆動装置：吊掛式装荷）                                                | 中空軸ピニオン駆動式（主電動機：台車装荷、駆動装置：吊掛式装荷）                                                | 中空軸ピニオン駆動式（主電動機：台車装荷、駆動装置：吊掛式装荷）                                                | 中空軸ピニオン駆動式（主電動機：台車装荷、駆動装置：吊掛式装荷）                                                | 中空軸ピニオン駆動式（主電動機：台車装荷、駆動装置：吊掛式装荷）                                                | 中空軸ピニオン駆動式（主電動機：台車装荷、駆動装置：吊掛式装荷）                                                |
| 定格出力                | AC15 kV/AC25 kV        | 6400 kW | 6400 kW | 5600 kW | - | - | 2200 kW | 2200 kW |
| 定格出力                | DC3000 V               | 6000 kW | - | - | 5200 kW | - | - | - |
| 定格出力                | DC1500 V               | 3500 kW | - | - | - | - | - | - |
| 定格出力                | ディーゼル             | - | - | - | - | 2000 kW | 2000 kW | 950 kW |
| 最大牽引力              | AC15 kV/AC25 kV        | 300 kN | 300 kN | 300 kN | - | - | 300 kN | 300 kN |
| 最大牽引力              | DC3000 V               | 300 kN | - | - | 300 kN | - | - | - |
| 最大牽引力              | DC1500 V               | 300 kN | - | - | - | - | - | - |
| 最大牽引力              | ディーゼル             | - | - | - | - | 300 kN | 300 kN | 300 kN |
| 連続定格電気ブレーキ力  | 連続定格電気ブレーキ力 | 150 kN（最大240 kN）                                                                                            | 150 kN（最大240 kN）                                                                                            | 150 kN（最大240 kN）                                                                                            | 150 kN（最大240 kN）                                                                                            | 150 kN | 150 kN | 150 kN |
| 最高速度                | 最高速度               | 160 km/hもしくは200 km/h                                                                                        | 160 km/hもしくは200 km/h                                                                                        | 160 km/h | 160 km/hもしくは200 km/h                                                                                        | 160 km/h | 160 km/h | 120 km/h |
| ブレーキ装置            | ブレーキ装置           | 空気ブレーキ、回生/発電ブレーキ、駐機ブレーキ                                                                   | 空気ブレーキ、回生/発電ブレーキ、駐機ブレーキ                                                                   | 空気ブレーキ、回生/発電ブレーキ、駐機ブレーキ                                                                   | 空気ブレーキ、回生/発電ブレーキ、駐機ブレーキ                                                                   | 空気ブレーキ、発電ブレーキ、駐機ブレーキ                                                                        | 空気ブレーキ、回生/発電ブレーキ、駐機ブレーキ                                                                   | 空気ブレーキ、回生/発電ブレーキ、駐機ブレーキ                                                                   |
| 燃料タンク容量          | 燃料タンク容量         | - | - | - | - | 4000 l | 2600 l | 1500 l |
| オプション              | リンク式駆動装置       | 最高速度230 km/h、主電動機・駆動装置ともに台車装荷                                                              | 最高速度230 km/h、主電動機・駆動装置ともに台車装荷                                                              | 最高速度230 km/h、主電動機・駆動装置ともに台車装荷                                                              | 最高速度230 km/h、主電動機・駆動装置ともに台車装荷                                                              | - | - | - |
| オプション              | ディーゼル発電ユニット | - | 機関定格出力230 kW、非電化区間での入換運転用                                                                    | 機関定格出力230 kW、非電化区間での入換運転用                                                                    | 機関定格出力230 kW、非電化区間での入換運転用                                                                    | - | - | - |
| オプション              | アクティブダンパ       | 台車-車体間回転方向に装備、曲線通過時のレールへの横圧低減、牽引力向上                                           | 台車-車体間回転方向に装備、曲線通過時のレールへの横圧低減、牽引力向上                                           | 台車-車体間回転方向に装備、曲線通過時のレールへの横圧低減、牽引力向上                                           | 台車-車体間回転方向に装備、曲線通過時のレールへの横圧低減、牽引力向上                                           | - | - | - |
| オプション              | 信号保安装置           | 欧州各国の信号保安装置に対応可能                                                                                | 欧州各国の信号保安装置に対応可能                                                                                | 欧州各国の信号保安装置に対応可能                                                                                | 欧州各国の信号保安装置に対応可能                                                                                | 欧州各国の信号保安装置に対応可能                                                                                | 欧州各国の信号保安装置に対応可能                                                                                | 欧州各国の信号保安装置に対応可能                                                                                |
| オプション              | 列車用電源出力         | 単相もしくは三相交流、欧州各国の方式に対応可能                                                                  | 単相もしくは三相交流、欧州各国の方式に対応可能                                                                  | 単相もしくは三相交流、欧州各国の方式に対応可能                                                                  | 単相もしくは三相交流、欧州各国の方式に対応可能                                                                  | 単相もしくは三相交流、欧州各国の方式に対応可能                                                                  | - | - |
| オプション              | 運転室関連             | 運転台増設パネル、後方監視カメラ、運転室気圧変動防止機構、冷蔵庫/保温庫                                         | 運転台増設パネル、後方監視カメラ、運転室気圧変動防止機構、冷蔵庫/保温庫                                         | 運転台増設パネル、後方監視カメラ、運転室気圧変動防止機構、冷蔵庫/保温庫                                         | 運転台増設パネル、後方監視カメラ、運転室気圧変動防止機構、冷蔵庫/保温庫                                         | 運転台増設パネル、後方監視カメラ、運転室気圧変動防止機構、冷蔵庫/保温庫                                         | 運転台増設パネル、後方監視カメラ、運転室気圧変動防止機構、冷蔵庫/保温庫                                         | 運転台増設パネル、後方監視カメラ、運転室気圧変動防止機構、冷蔵庫/保温庫                                         |
| オプション              | その他                 | 自動消火装置、オイルレス電動空気圧縮機、機体情報の無線伝送機能、内側2軸への砂撒装置・砂箱の増設、正面行先表示器 | 自動消火装置、オイルレス電動空気圧縮機、機体情報の無線伝送機能、内側2軸への砂撒装置・砂箱の増設、正面行先表示器 | 自動消火装置、オイルレス電動空気圧縮機、機体情報の無線伝送機能、内側2軸への砂撒装置・砂箱の増設、正面行先表示器 | 自動消火装置、オイルレス電動空気圧縮機、機体情報の無線伝送機能、内側2軸への砂撒装置・砂箱の増設、正面行先表示器 | 自動消火装置、オイルレス電動空気圧縮機、機体情報の無線伝送機能、内側2軸への砂撒装置・砂箱の増設、正面行先表示器 | 自動消火装置、オイルレス電動空気圧縮機、機体情報の無線伝送機能、内側2軸への砂撒装置・砂箱の増設、正面行先表示器 | 自動消火装置、オイルレス電動空気圧縮機、機体情報の無線伝送機能、内側2軸への砂撒装置・砂箱の増設、正面行先表示器 |
| 1. 2. 3. 4. 5. 6. 7. 8. |                        | | | | | | | |

## 運行

### 導入状況
- 本機は2010年に電気機関車5機とディーゼル機関車1機の計6機の試作機が製造され、各国での保安装置の適合試験や試運転などに使用され、その後2020年までにこの6機を含めて計34機の試作機が製造されて各種試験等に使用されている[6]。
- Vectronはドイツの鉄道車両リースおよび列車運行を手掛ける会社であるRailpool[* 23]が最初の発注者となり、2010年にACの200 km/h対応機が納入されている。その後、2016年前半の時点でも欧州貨物列車の主要な回廊が経由するオランダ、ベルギー、スイスなどの各国の信号保安装置への適合確認がなされていなかったこともあり、受注数は伸びなかったが、その後受注を大きく伸ばして2019年4月には確定受注両数が900両に達し、2019年初頭ではフランス、ルクセンブルク以外の標準軌間のヨーロッパ各国で使用されるに至り、2020年時点では16ヵ国の50の顧客で800両が使用され、受注両数は1000両を超えているが、長期にわたり好調な販売実績を残し、2200両以上が納入されたTRAXXの製造両数には及んでいない。また、また、2016年前半の時点でDEの発注は無く、その後も試作機が各鉄道に販売されたのみとなっている。なお、本機は工場で台車、運転台、台枠など主要部品の在庫を常時ある程度用意しておくことで、発注後の納期を短縮することができるようになっている。
- 2016年までドイツ国内で走行しながらドイツ鉄道からの発注はなかったが、2017年からDB Cargoが193形として導入しているほか、チェコ等の隣国から旅客列車を牽引してドイツ国内に乗り入れている。
- フィンランドのVRグループ[* 24]向けに導入されているSR3形（英語版）（シーメンス型式X4E N01[7]）は運用環境温度の最低気温が-30 度から-40 度に引き下げられて、大型のスノープラウの設置、車体屋根や正面の冷却機導入口に氷雪害防止のための変更がなされたほか、運転室側面窓の設置、自動連結器の装備、1524 mm軌間対応などの変更がなされている。
- 2020年5月時点での納入先は以下の通り[8]。

| 所在国 | 鉄道事業者                                                                     | リース会社（主なリース先）                                            |
| --- | ------------------------------------------------------------------------------ | --------------------------------------------------------------------- |
| オーストリア | オーストリア連邦鉄道、CargoServ、WLC                                           | ELL Austria（SETG、RTB Cargo、SBBカーゴ・インターナショナル、、ほか） |
| ベルギー |                                                                                | Alphatrains（TX Logistics Deutschland）                               |
| ブルガリア | PIMK Rail                                                                      | Sogelease / DMV                                                       |
| クロアチア | Adria Rail                                                                     |                                                                       |
| チェコ | チェコ鉄道、ČDカーゴ、EP Cargo、 Unipetrol、METRANS Rail                       | ウニクレディト・チェコ・スロバキア                                    |
| デンマーク | デンマーク国鉄                                                                 |                                                                       |
| フィンランド | VRグループ                                                                     |                                                                       |
| ドイツ | DBカーゴ、BoxXpress.de、EGP、ITL、Lokomotion、MGW Service、RTBカーゴ           | Paribus、Railpool                                                     |
| ハンガリー | ジェール・ショプロン・エーベンフルト鉄道（Gysev）、Gysevカーゴ                 |                                                                       |
| イタリア | CFI、FuoriMuro、Inrail、Locoitalia、GTS                                        | ウニクレディト・リーシング（DBカーゴ・イタリア）                      |
| オランダ |                                                                                | MRCE                                                                  |
| ポーランド | PKPカーゴ、DBカーゴ・ポーランド、Laude Smart Intermodal                        | Industrial Division                                                   |
| セルビア | Srbija Kargo                                                                   |                                                                       |
| スロバキア | PSZ、SPaP、Rail Transport International                                        | S Rail Lease（鉄道企業体スロバキア）                                  |
| スウェーデン | Hector Rail                                                                    |                                                                       |
| スイス | SBBカーゴ・インターナショナル、BLSカーゴ、Hupac、Railcare、Widmer Rail Service | LokRoll                                                               |
| 1. 2. 3. 4. 5. 6. 7. 8. 9. 10. 11. 12. 13. 14. 15. 16. 17. 18. 19. 20. 21. 22. 23. 24. 25. 26. 27. 28. 29. 30. 31. |                                                                                |                                                                       |

### 各国鉄道への適合状況
2021年時点におけるそれぞれのシリーズの各国鉄道への適合状況および適合年は以下の通り。
| 国             | 主な電化方式            | MS | AC | DC | DE | DM | 対応年                                |
| -------------- | ----------------------- | -- | -- | -- | -- | -- | ------------------------------------- |
| ドイツ         | AC15 kV 16.7 Hz         | ○  | ○  |    | ○  | ○  | MS/DE：2014年、AC：2012年、DM：2020年 |
| イタリア       | DC3000 V                | ○  |    | ○  |    |    | MS：2017、DC：2015年                  |
| ノルウェー     | AC15 kV 16.7 Hz         |    | ○  |    |    |    | AC：2014年                            |
| オーストリア   | AC15 kV 16.7 Hz         | ○  | ○  |    | ○  |    | MS/AC/DE：2015年                      |
| ポーランド     | DC3000 V                | ○  |    | ○  |    |    | MS：2015年、DC：2011年                |
| ルーマニア     | AC25 kV 50 Hz           | ○  | ○  |    |    |    | MS/AC：2014年                         |
| スウェーデン   | AC15 kV 16.7 Hz         |    | ○  |    |    |    | AC：2013年                            |
| スロバキア     | AC25 kV 50 Hz、DC3000 V | ○  | ○  |    |    |    | MS/AC：2014年                         |
| チェコ         | AC25 kV 50 Hz、DC3000 V | ○  | ○  | ○  |    |    | MS：2015年、AC：2014年                |
| トルコ         | AC25 kV 50 Hz           | ○  | ○  | ○  | ○  |    | MS/AC/DC/DE：2014年                   |
| ハンガリー     | AC25 kV 50 Hz           | ○  | ○  |    |    |    | MS/AC：2013年                         |
| クロアチア     | AC25 kV 50 Hz           | ○  | ○  |    |    |    | MS/AC：2015年                         |
| スロベニア     | DC3000 V                | ○  |    |    |    |    | MS：2015年                            |
| ベルギー       | DC3000 V                | ○  |    |    |    |    | MS：2020年                            |
| ブルガリア     | AC25 kV 50 Hz           | ○  | ○  |    |    |    |                                       |
| デンマーク     | AC25 kV 50 Hz           | ○  | ○  |    |    |    | MS/AC：2020年                         |
| フィンランド   | AC25 kV 50 Hz           |    | ○  |    |    |    | AC：2017年（専用バージョンのみ）      |
| フランス       | AC25 kV 50 Hz、DC1500 V |    |    |    |    |    | （2024年以降を予定）                  |
| ルクセンブルク | AC25 kV 50 Hz           |    |    |    |    |    | （2022年以降を予定）                  |
| オランダ       | DC1500 V                | ○  |    |    |    |    | MS：2017年                            |
| ノルウェー     | AC15 kV 16.7 Hz         |    | ○  |    |    |    | AC：2014年                            |
| スイス         | AC15 kV 16.7 Hz         | ○  | ○  |    |    |    | MS/AC：2016年                         |
| セルビア       | AC25 kV 50 Hz           | ○  | ○  |    |    |    |                                       |

また、それぞれのシリーズは乗入れ可能国に対応した信号装置や集電装置、その他の保安装置等の装備品の組合わせに応じてさらにいくつかのバージョンに区分されており、各シリーズおよびA01からH01までのバージョンと、その対応国は以下の通りで、このほか試作機にA02、A03、A04,、B08,、B99に区分される機体がある。なお、各バージョンには、さらに個々の顧客毎の装備品の違いなどに対応した枝番が付されているものもあり、例えばA01は、A01、A01-1、A01-1b、A01-1d、A01-1f、A01-1j、A01-2c、A01-3a、A01-4、A01-4i、A01-5、A01-5k、A01-6n、A01-7f1、A01-hといったサブバージョンに分けられている。
| 対応国       | MS (高出力) | MS (高出力) | MS (高出力) | MS (高出力) | MS (高出力) | MS (高出力) | MS (高出力) | MS (高出力) | MS (高出力) | MS (高出力) | MS (高出力) | MS (高出力) | MS (高出力) | AC (高出力) | AC (高出力) | AC (高出力) | AC (高出力) | AC (高出力) | AC (高出力) | AC (高出力) | AC (高出力) | AC (高出力) | AC (高出力) | AC (高出力) | AC (高出力) | AC (高出力) | AC (高出力) | AC (高出力) | AC (高出力) | DC (中出力) | DC (中出力) | DC (中出力) | AC (中出力) /Smartron | AC (中出力) /Smartron | AC (中出力) /Smartron | AC (中出力) /Smartron | AC (中出力) /Smartron | DE       | DE       | DE  | DE  | DM  | DM  |
| 対応国       | A01         | A09         | A10         | A16         | A17         | A22         | A26         | A35         | A39         | A50         | A54         | A60         | N01         | B01         | B02         | B03         | B07         | B09         | B10         | B11         | B13         | B14         | B15         | B16         | B18         | B22         | B25         | B27         | B37         | C01         | C04         | C07         | D02                   | D02                   | D02 -2                | D02 -3                | D02 -4                | G02 /G03 | G02 /G03 | G04 | G04 | G05 | H01 |
| ------------ | ----------- | ----------- | ----------- | ----------- | ----------- | ----------- | ----------- | ----------- | ----------- | ----------- | ----------- | ----------- | ----------- | ----------- | ----------- | ----------- | ----------- | ----------- | ----------- | ----------- | ----------- | ----------- | ----------- | ----------- | ----------- | ----------- | ----------- | ----------- | ----------- | ----------- | ----------- | ----------- | --------------------- | --------------------- | --------------------- | --------------------- | --------------------- | -------- | -------- | --- | --- | --- | --- |
| ドイツ       | ○           | ○           | ○           | ○           | ○           | ○           | ○           | ○           | ○           |             | ○           | ○           |             | ○           | ○           | ○           | ○           |             | ○           |             |             | ○           | ○           | ○           | ○           | ○           |             | ○           | ○           |             |             |             | ○                     | ○                     | ○                     |                       |                       | ○        |          | ○   |     | ○   | ○   |
| オーストリア | ○           | ○           | ○           | ○           | ○           | ○           | ○           | ○           | ○           |             | ○           | ○           |             | ○           | ○           | ○           | ○           |             | ○           |             |             | ○           | ○           | ○           | ○           | ○           |             | ○           |             |             |             |             | ○                     | ○                     |                       |                       |                       |          | ○        |     | ○   |     |     |
| ハンガリー   | ○           |             | ○           |             | ○           |             | ○           | ○           |             | ○           | ○           | ○           |             |             |             | ○           |             |             |             |             |             | ○           |             | ○           |             |             |             | ○           |             |             |             |             |                       |                       |                       |                       |                       |          |          |     |     |     |     |
| ポーランド   | ○           |             | ○           |             | ○           |             |             | ○           |             | ○           | ○           | ○           |             |             |             |             |             |             |             |             |             |             |             |             |             |             |             |             |             | ○           |             |             |                       |                       |                       |                       |                       |          |          |     |     |     |     |
| チェコ       | ○           |             | ○           |             | ○           |             | ○           | ○           |             | ○           | ○           | ○           |             |             |             |             |             |             |             |             |             | ○           |             |             |             |             |             |             |             |             |             |             |                       |                       |                       |                       |                       |          |          |     |     |     |     |
| スロバキア   | ○           |             | ○           |             | ○           |             | ○           | ○           |             | ○           | ○           | ○           |             |             |             |             |             |             |             |             |             | ○           |             |             |             |             |             |             |             |             |             |             |                       |                       |                       |                       |                       |          |          |     |     |     |     |
| ルーマニア   | ○           |             | ○           |             | ○           |             | ○           | ○           |             |             | ○           | ○           |             | (○)         | (○)         |             |             |             |             |             |             | ○           | (○)         | ○           |             |             |             | ○           |             |             |             |             | ○                     |                       |                       |                       | ○                     |          |          |     |     |     |     |
| ブルガリア   | ○           |             | ○           |             | ○           |             | ○           | ○           |             |             |             | ○           |             | (○)         | (○)         |             |             |             |             |             |             | ○           | (○)         | ○           |             |             |             | ○           |             |             |             |             |                       | ○                     |                       | ○                     |                       |          |          |     |     |     |     |
| イタリア     |             | ○           |             | ○           |             | ○           |             | ○           | ○           |             |             |             |             |             |             |             |             |             |             |             |             |             |             |             |             |             |             |             |             |             | ○           | ○           |                       |                       |                       |                       |                       |          |          |     |     |     |     |
| スロベニア   |             | ○           |             |             | ○           |             | ○           | ○           |             |             |             |             |             |             |             |             |             |             |             |             |             |             |             |             |             |             |             |             |             |             |             |             |                       |                       |                       |                       |                       |          |          |     |     |     |     |
| オランダ     |             |             | ○           |             |             | ○           |             |             | ○           |             | ○           | ○           |             |             |             |             |             |             |             |             |             |             |             |             |             |             |             |             |             |             |             |             |                       |                       |                       |                       |                       |          |          |     |     |     |     |
| スイス       |             |             |             | ○           |             | ○           |             |             | ○           |             |             |             |             |             |             |             |             |             |             |             |             |             |             |             |             | ○           |             |             |             |             |             |             |                       |                       |                       |                       |                       |          |          |     |     |     |     |
| クロアチア   |             |             |             |             | ○           |             | ○           | ○           |             |             |             | ○           |             |             |             |             |             |             |             |             |             |             |             |             |             |             |             |             |             |             |             |             |                       |                       |                       |                       |                       |          |          |     |     |     |     |
| セルビア     |             |             |             |             | ○           |             | ○           | ○           |             |             |             | ○           |             |             |             |             |             |             |             |             |             |             |             |             |             |             |             |             |             |             |             |             |                       |                       |                       |                       |                       |          |          |     |     |     |     |
| ベルギー     |             |             |             |             |             |             |             |             | ○           |             | ○           | ○           |             |             |             |             |             |             |             |             |             |             |             |             |             |             |             |             |             |             |             |             |                       |                       |                       |                       |                       |          |          |     |     |     |     |
| フィンランド |             |             |             |             |             |             |             |             |             |             |             |             | ○           |             |             |             |             |             |             |             |             |             |             |             |             |             |             |             |             |             |             |             |                       |                       |                       |                       |                       |          |          |     |     |     |     |
| スウェーデン |             |             |             |             |             |             |             |             |             |             |             |             |             |             |             |             |             | ○           |             | ○           |             |             |             |             | ○           |             | ○           |             |             |             |             |             |                       |                       |                       |                       |                       |          |          |     |     |     |     |
| ノルウェー   |             |             |             |             |             |             |             |             |             |             |             |             |             |             |             |             |             | ○           |             | ○           |             |             |             |             |             |             | ○           |             |             |             |             |             |                       |                       |                       |                       |                       |          |          |     |     |     |     |
| トルコ       |             |             |             |             |             |             |             |             |             |             |             |             |             |             |             |             |             |             |             |             | ○           |             |             |             |             |             |             |             |             |             |             |             |                       |                       |                       |                       |                       |          |          |     |     |     |     |
| デンマーク   |             |             |             |             |             |             |             |             |             |             |             |             |             |             |             |             |             |             |             |             |             |             |             |             | ○           |             |             |             | ○           |             |             |             |                       |                       |                       |                       |                       |          |          |     |     |     |     |
| 1. 2. 3. 4.  |             |             |             |             |             |             |             |             |             |             |             |             |             |             |             |             |             |             |             |             |             |             |             |             |             |             |             |             |             |             |             |             |                       |                       |                       |                       |                       |          |          |     |     |     |     |